# Barbus luikae
Barbus luikae е вид лъчеперка от семейство Шаранови (Cyprinidae). Видът не е застрашен от изчезване.

## Разпространение
Разпространен е в Бурунди и Танзания.

## Описание
На дължина достигат до 5,6 cm.
Популацията на вида е намаляваща.